# Riau Airlines

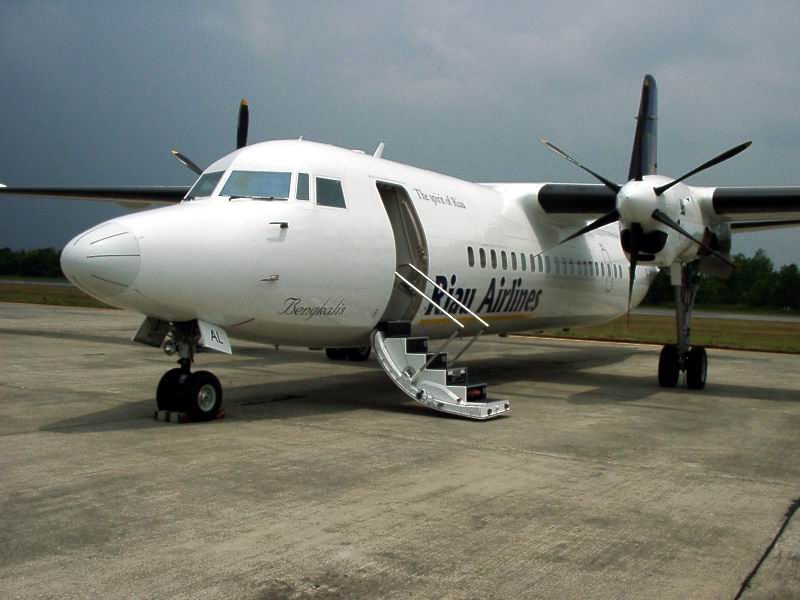
Fokker 50 de Riau Airlines

Riau Airlines est une compagnie aérienne indonésienne basée à Pekanbaru, capitale de la province de Riau dans l'île de Sumatra.
Riau Airlines est un premier exemple de compagnie créée par une province. Elle a pour ambition de participer au projet "Riau 2020" de faire de Riau un centre de la culture malaise et un centre économique de l'Asie du Sud-Est.

## Histoire
La compagnie fut créée le 12 mars 2002 et débuta ses vols en décembre de la même année. C'est la seule compagnie indonésienne dont le siège n'est pas situé dans la capitale Jakarta. C'est aussi la seule compagnie commerciale à être détenue par un gouvernement local. Elle est détenue majoritairement par le gouvernement de Riau et quelques autres provinces comme Lampung, îles Bangka Belitung et Bengkulu. En plus de ces provinces, la compagnie est aussi détenue par quelques villes de l'île de Sumatra.

## Destinations
- Indonésie : Batam, Bengkulu, Banda Aceh, Dumai, Jakarta (Halim Perdanakusuma), Jambi, Matak, Medan, Natuna, Padang, Palembang, Pangkalankerinci, Pangkal Pinang, Pekanbaru, Pelalawan, Rengat, Tanjung Karang, Tanjung Pinang

- Malaisie : Johor Bahru, Kuala Lumpur, Melaka et Penang.

## Flotte
Riau Airlines exploite 5 Fokker F50. Jusqu'en mai 2010, la compagnie utilisait également 2 Avro RJ100 en leasing.